# 上押萩
上押萩（かみおしはぎ）は、愛知県弥富市の地名。

## 地理
旧十四山村北東端部に位置する。東は下押萩、南は竹田、北は蟹江町に接する。

## 歴史

### 人口の変遷
国勢調査による人口および世帯数の推移。
| 1995年（平成7年）  | 34世帯 121人 |  |
| 2000年（平成12年） | 54世帯 187人 |  |
| 2005年（平成17年） | 50世帯 174人 |  |
| 2010年（平成22年） | 46世帯 160人 |  |
| 2015年（平成27年） | 43世帯 144人 |  |

### 沿革
- 慶安3年 - 高入[2]。
- 1889年（明治22年） - 海西郡上押萩新田村が十四山村大字上押萩となる[2]。
- 1977年（昭和52年） - 一部が竹田・西蜆に編入され、竹田新田・善太新田・下押萩の各一部を編入する[2]。
- 2006年（平成18年）4月1日 -  十四山村大字上押萩一丁目が弥富市上押萩一丁目、大字上押萩二丁目が上押萩二丁目、大字上押萩字下ノ切が 上押萩町下ノ切にそれぞれ変更される[WEB 10]。

## 交通
- 愛知県道蟹江飛島線[1]

## 施設
- 神明社[1]

### WEB
1. ↑  “愛知県弥富市の町丁・字一覧”.   人口統計ラボ. 2022年12月12日閲覧。
2. ↑  総務省統計局 (2017年1月27日). “平成27年国勢調査の調査結果(e-Stat) - 男女別人口及び世帯数 －町丁・字等” (CSV). 2021年7月21日閲覧。
3. ↑  “愛知県弥富市の郵便番号一覧”.   日本郵便. 2022年12月12日閲覧。
4. ↑  “市外局番の一覧” (PDF).   総務省 (2022年3月1日). 2022年3月22日閲覧。
5. ↑  総務省統計局 (2014年3月28日). “平成7年国勢調査の調査結果(e-Stat) - 男女別人口及び世帯数 －町丁・字等” (CSV). 2021年7月20日閲覧。
6. ↑  総務省統計局 (2014年5月30日). “平成12年国勢調査の調査結果(e-Stat) - 男女別人口及び世帯数 －町丁・字等” (CSV). 2021年7月20日閲覧。
7. ↑  総務省統計局 (2014年6月27日). “平成17年国勢調査の調査結果(e-Stat) - 男女別人口及び世帯数 －町丁・字等” (CSV). 2021年7月21日閲覧。
8. ↑  総務省統計局 (2012年1月20日). “平成22年国勢調査の調査結果(e-Stat) - 男女別人口及び世帯数 －町丁・字等” (CSV). 2021年7月21日閲覧。
9. ↑  総務省統計局 (2017年1月27日). “平成27年国勢調査の調査結果(e-Stat) - 男女別人口及び世帯数 －町丁・字等” (CSV). 2021年7月21日閲覧。
10. ↑  弥富市役所 総務部 総務課 行政グループ (2015年2月19日). “弥富市住所一覧  旧十四山村” (pdf).   弥富市. 2023年4月11日閲覧。[リンク切れ]

### 書籍
1. 1 2 3 4  「角川日本地名大辞典」編纂委員会 1989, p. 1880.
2. 1 2 3  「角川日本地名大辞典」編纂委員会 1989, p. 405.